# Jennifer Rae Daykin
Jennifer Rae Daykin (Londres, Inglaterra, 21 de enero de 1995) es una actriz británica más conocida por su papel como Lily Brown en Nanny McPhee.  Asistió a Westende Junior School en Wokingham, Berkshire, Inglaterra. Ahora asiste a St Crispins School en la misma ciudad.

## Filmografía
| Año  | Película                | Papel      | Notas        |
| ---- | ----------------------- | ---------- | ------------ |
| 2005 | Harry                   | Clara      | Cortometraje |
| 2005 | Nanny McPhee            | Lily Brown |              |
| 2006 | The Catherine Tate Show | Chloe      | 2 episodios  |

## Premios y nominaciones
| Año  | Categoría | Premio                | Resultado |
| ---- | --- | --------------------- | --------- |
| 2007 | Mejor elenco juvenil en un largometraje Compartido con Thomas Brodie-Sangster, Eliza Bennett Raphaël Coleman, Holly Gibbs y Samuel Honywood. | Premios Artista Joven | Nominados |